# Håkan Hagwall
Håkan Rudolf Hagwall, född 3 december 1941 i Sundbyberg, död 22 november 2020 i Solna, var en svensk politiker (moderat) och journalist.
Hagwall studerade litteraturhistoria och nordiska språk vid Stockholms universitet med inriktning på läraryrket. Men han kom att ägna sitt yrkesliv åt politik och journalistik. Efter sin fil kand-examen 1969 anställdes han som politisk sekreterare vid Moderata Samlingspartiets riksdagskansli för att efter några år bli sekreterare och talskrivare åt moderatledaren Gösta Bohman. 1975 anställdes Hagwall som ledarskribent i Svenska Dagbladet. 1991 blev han politisk redaktör och chef för ledarredaktionen.
Hagwall var som politisk journalist särskilt inriktad på svensk inrikespolitik, energipolitik och nordisk politik och kultur. Svenska Dagbladets ledarsida var under Hagwalls chefsperiod starkt engagerad för svenskt EU-medlemskap, men intog en kritisk hållning gentemot EMU-projektet. Detta ledde till en växande kritik gentemot Hagwall och chefredaktören Mats Svegfors från den moderata partiledningens sida. Svegfors lämnade tidningen i februari 2000 och Hagwall i september samma år.
Hagwall arbetade efter det inom ramen för sitt företag Hagwall Ordråd AB som fri skribent, som förlagsredaktör (i Bokförlaget Atlantis) och med undervisning i politisk journalistik (2009).
Hagwall var en flitig författare av och skådespelare i spex vid universitetet, samt därefter inom SHT och Par Bricole.